# Erich Silla
Erich Silla (* 10. Juli 1925 in Eisenkappel; † 2002) war ein österreichischer und regional in Kärnten tätiger Politiker (FPÖ).

## Leben
Silla, nach Aussage Jörg Haiders ein Windischer, also ein slowenischsprachiger Kärntner, wandte sich der FPÖ zu, da seine Familie im Konflikt mit den Partisanen gestanden war und hierdurch schwere Schläge erlitten hatte. Er erlangte in der Wehrmacht den Rang des Leutnants und übte nach dem Krieg den Beruf des Volks- und Hauptschullehrers aus, unter anderem in Sittersdorf, Eberndorf und Griffen, später als Direktor. Seine Frau Erika heiratete er spätestens 1948; am 20. Juni 1948 kam ein Sohn zur Welt.
Silla war von 1956 bis 1984 vom 19. Kärntner Landtag bis zum 24. Kärntner Landtag Abgeordneter, eine Zeit lang als FPÖ-Klubobmann. Zudem war er FPÖ-Bezirksobmann für Völkermarkt und Obmann des Freiheitlichen Lehrervereines. Er trat als freiheitlicher Verhandler in der Kärntner Ortstafelfrage auf.

## Belege
1. 1 2  FPÖ Kärnten trauert um verdienten Funktionär. Abgerufen am 11. Mai 2015.
2. ↑  Haider: Lösung auf Sterbebett versprochen. Der Standard, abgerufen am 11. Mai 2015.
3. ↑  Christian Dorner-Hörig: Habitus und Politik in Kärnten. Soziogenetische und psychogenetische Grundlagen des Systems Jörg Haider (= Figurationen. Bd. 9). Springer VS, Wiesbaden 2014, ISBN 978-3-658-04239-4, S. 77–78, (Zugleich: Graz, Universität, Dissertation, 2012).
4. 1 2  VOLKSSCHULE EBERNDORF. Abgerufen am 11. Mai 2015.
5. 1 2  VOLKSSCHULE GRIFFEN. Abgerufen am 11. Mai 2015.

| Personendaten    | Personendaten                                          |
| ---------------- | ------------------------------------------------------ |
| NAME             | Silla, Erich                                           |
| KURZBESCHREIBUNG | österreichischer Politiker (FPÖ), Landtagsabgeordneter |
| GEBURTSDATUM     | 10. Juli 1925                                          |
| GEBURTSORT       | Eisenkappel                                            |
| STERBEDATUM      | 2002                                                   |